# Skierki (województwo warmińsko-mazurskie)
Skierki (niem. Wehlack) – osada w Polsce położona w województwie warmińsko-mazurskim, w powiecie kętrzyńskim, w gminie Barciany.
W latach 1975–1998 miejscowość położona była w województwie olsztyńskim.

## Historia wsi
Wieś powstała na przełomie XIV i XV w., ale dokument lokacji wsi nie zachował się. W pierwszej połowie XX w. majątek należał do arystokratycznej rodziny niemieckiej von Schwerin. W 1913 majątek dzierżawił Georg von der Golz. Skierki miały wówczas 600 ha powierzchni ogólnej, na której prowadzono hodowlę: 105 koni, 230 sztuk bydła, w tym 75 krów, 40 owiec i 120 sztuk trzody chlewnej. Od 1920 właścicielem Skierek był Alexander von Schwerin, który majątek odziedziczył po Hermannie von Schwerin. Administratorem majątku do 1945 był Heinrich Hilgendorff. Po 1945 w Skierkach był PGR. Przed likwidacją PGR Skierki jako zakład rolny należały do Kombinatu PGR Garbno. W Skierkach znajdowała się mieszalnia pasz, gdzie produkowano pasze treściwe na potrzeby inwentarza w całym kombinacie.
Heinrich Hilgendorff ze Skierek przewodniczył Związkowi Byłych Mieszkańców Powiatu Rastenburskiego, który funkcjonuje w ramach Ziomkostwa Prusy Wschodnie. Po śmierci Heinricha funkcję tę pełni jego syn Hubertus Hilgendorff.

## Zabytki
Do wojewódzkiego rejestru zabytków wpisane są obiekty:
- zespół pałacowy, XVIII–XIX w.: 
  - pałac, pochodzi z przełomu XIX i XX w. W czasach funkcjonowania PGR było w nim biuro i mieszkania pracownicze. Obecnie własność osoby fizycznej.
  - park

W Skierkach znajdował się wiatrak drewniany typu holenderskiego wybudowany w 1847.

## Demografia
W 1817 w Skierkach było 162 mieszkańców, w 1939 – 380 osób, a w 1970 żyły tu 184 osoby. Do 1945 w Skierkach funkcjonowała dwuklasowa szkoła, a później czteroklasowa. Po 1970 dzieci ze Skierek uczą się w Windzie.